# Гуляев, Дмитрий Александрович
Дми́трий Алекса́ндрович Гуля́ев (род. 2 ноября 1968 года) — российский врач, нейрохирург. Руководитель 5-го нейрохирургического отделения, главный научный сотрудник НИЛ интегративных нейрохирургических технологий Архивная копия на Wayback Machine «Российского научно-исследовательского нейрохирургического института имени профессора А.Л.Поленова» - филиала федерального государственного бюджетного учреждения ФГБУ «Национальный медицинский исследовательский центр им. В. А. Алмазова» Министерства здравоохранения Российской Федерации.  Главный нейрохирург Северо-Западного Федерального округа. Доктор медицинских наук. Вице-президент Ассоциации нейрохирургов России. Член комитета по осложнениям в нейрохирургии Всемирной Федерации нейрохирургических обществ (WFNS Complications Committee Архивная копия от 21 декабря 2019 на Wayback Machine). Автор более 250-ти научно-методических трудов и 23 патентов на изобретения.

## Биография
В 1992 году закончил Ленинградский ордена Трудового Красного Знамени педиатрический медицинский институт по специальности «Педиатрия».
Параллельно обучению в институте в 1988 году работал палатным санитаром, а в 1989 медицинским братом 14-го нейрохирургического отделения городской больницы № 17 «В память 25 Октября». Сразу после окончания института работал там же врачом-нейрохирургом.
С 1994 по 2001 год работал научным сотрудником-нейрохирургом в отделении нейроонкологии в Российском научно-исследовательском нейрохирургическом институте имени профессора А. Л. Поленова.
В 1999 году защитил кандидатскую диссертацию по теме «Множественные интракраниальные менингиомы: клиника, диагностика и лечение».
С 2001 по 2012 год работал старшим научным сотрудником-нейрохирургом отделения хирургии опухолей спинного и головного мозга в Российском научно-исследовательском нейрохирургическом институте имени профессора А. Л. Поленова.
В 2011 году защитил докторскую диссертацию по теме «Хирургическое лечение опухолей основания задней черепной ямки».
С 2012 по 2013 год работал ведущим научным сотрудником-нейрохирургом отделения хирургии опухолей спинного и головного мозга № 2 в Российском научно-исследовательском нейрохирургическом институте имени профессора А. Л. Поленова.
С 2013 по 2015 год работал руководителем отделения опухолей головного и спинного мозга № 2 Российского научно-исследовательского нейрохирургического института имени профессора А. Л. Поленова.
С 2015 по настоящее время является главным научным сотрудником НИЛ интегративных нейрохирургических технологий Архивная копия от 11 января 2020 на Wayback Machine «Российского научно-исследовательского нейрохирургического института имени профессора А.Л.Поленова» - филиала федерального государственного бюджетного учреждения ФГБУ «Национальный медицинский исследовательский центр им. В. А. Алмазова» Министерства здравоохранения Российской Федерации.
На протяжении уже более 10 лет Д. А. Гуляевым разработаны и внедрены в практику оригинальные хирургические технологии, позволяющие спасти жизни больным, ранее считавшимися инкурабельными.
В совершенстве владеет всеми современными методами хирургического лечения заболеваний головного, спинного мозга и позвоночника.
Семья: женат, двое  детей.

## Научная деятельность
Научная деятельность Д. А. Гуляева направлена на улучшение результатов лечения больных с опухолями головного и спинного мозга. Особый интерес представляют научные разработки в области хирургии основания черепа, удаления распространенных опухолей экстра и интракраниальных локализаций, реконструкция дефектов основания черепа и изъянов мягких тканей краниофациальной области.
Д. А. Гуляевым создана инициативная мультидисциплинарная, единственная в стране, группа по лечению распространенных опухолей основания черепа.
Под его руководством защищены одна докторская и шесть кандидатских диссертаций:
1. Бажанов Сергей Петрович «Комплексный подход к тактике дифференцированного лечения больных с травмами шейного отдела позвоночника и спинного мозга в остром и раннем периодах» (докторская диссертация);
2. Белов Игорь Юрьевич «Хирургическое лечение опухоли крыловидной и подвисочной ямок» (кандидатская диссертация);
3. Примак Никита Александрович «Хирургическое лечение опухолей переднего основания черепа» (кандидатская диссертация).
4. Иванов Дмитрий Сергеевич «Блок-резекция пирамиды височной кости в структуре хирургического лечения больных с новообразованиями латерального отдела основания черепа» (кандидатская диссертация).
5. Лахина Юлия Сергеевна «Хирургическое лечение глиальных опухолей функционального значимых зон больших полушарий головного мозга» (кандидатская диссертация).
6. Нечаева Анна Фёдоровна «Предикторы осложнений хирургического лечения больных со злокачественными опухолями основания черепа» (кандидатская диссертация).
7. Бегджанян Артур Сергеевич «Транспозиция васкуляризированного мышечного лоскута при прозоплегии. Анатомо-топографическое обоснование» (кандидатская диссертация).
8. Субботина Дарья Романовна «Хирургическое лечение церебральных метастазов рака молочной железы». (кандидатская диссертация).
9. Курносов Иван Александрович «Хирургическое лечение дегенеративно-дистрофических заболеваний позвоночника у пациентов пожилого и старческого возраста». (кандидатская диссертация).

В 2013 году под редакцией Гуляева Д. А. вышло европейское руководство по нейрохирургии в 2-х томах Архивная копия от 2 марта 2019 на Wayback Machine.
В 2024 году под редакцией Гуляева Д. А. вышла монография "Хирургия основания черепа" ISBN 978-5-00187-763-9 DOI: 10.38006/00187-763-9.2024.1.244

## Профессиональная деятельность
Является членом редколлегии нескольких медицинских журналов, таких как: «Российский нейрохирургический журнал имени профессора А. Л. Поленова» Архивная копия от 22 ноября 2018 на Wayback Machine, «Саратовский научно-медицинский журнал» Архивная копия от 30 октября 2018 на Wayback Machine, российский биомедицинский журнал medline.ru Архивная копия от 1 ноября 2018 на Wayback Machine.
Ежегодно организовывает и непосредственно участвует в различных конференциях, съездах и мастер-классах по всей России. Каждый год организовывает конференцию нейрохирургов Северо-Западного Федерального округа «Новые технологии в нейрохирургии» Архивная копия от 7 ноября 2018 на Wayback Machine, на которой обсуждаются самые острые вопросы по нейроонкологии, хирургии основания черепа, хирургии позвоночника, эпилепсии и сосудистым заболеваниям. Также в рамках конференции проходит совещание главных специалистов Северо-Западного Федерального округа.

## Награды
- 2011 — Медаль «За заслуги в здравоохранении».
- 2016 — Нагрудный знак «Отличник здравоохранения»[источник не указан 2348 дней].

## Сертификаты
- 2018 — Сертификат участия в Российско-Японском нейрохирургическом Симпозиуме (г. Фукуи, Япония, 20-22 мая 2018 г.).
- 2017 — Сертификат участия в Конгрессе EANS (Европейской ассоциации нейрохирургических обществ) (г. Венеция, Италия, 1-5 октября 2017 г.).
- 2017 — Сертификат участия в 9-м Конгрессе Всемирного общества реконструктивной микрохирургии (г. Сеул, Южная Корея, 14-17 июня 2017 г.).
- 2017 — Сертификат участия в мастер-классе The Nose Inside Out (г. Милан, Италия, 24-26 марта 2017 г.).
- 2011 — Сертификат участия в 6-м Конгрессе Всемирного общества реконструктивной микрохирургии (г. Хельсинки, Финляндия, 29 июня — 2 июля 2011 г.).

## Научные труды
- Гуляев, Д. А. Анапластические интракраниальные менингиомы / Л. Н. Маслова, А. Ю. Улитин, Д. А. Гуляев // Материалы науч.-практ. конф. — Башкортостана, 2000. — С. 67-68.
- Гуляев, Д. А. Определение исходного роста менингиом в пределах задней черепной ямки на основании клинических симптомов с использованием персонального компьютера / Л. Н. Маслова, Д. А. Гуляев // Проблемы нейрохирургии: Науч. тр. — СПб., 2000. — С. 84-86.
- Гуляев, Д. А. Ошибки в диагностике первичных опухолей головного мозга / А. Ю. Улитин, О. В. Острейко, Д. А. Гуляев // Избранные вопросы неврологии и нейрохирургии: Межвузовский сб. науч. работ. — Саратов, 2000. — С. 73.
- Гуляев, Д. А. Причины летальных исходов у больных с опухолями головного мозга / А. Ю. Улитин, О. В. Острейко, Д. А. Гуляев // Избранные вопросы неврологии и нейрохирургии: Межвузовский сб. науч. работ. — Саратов, 2000. — С. 21.
- Гуляев, Д. А. Рак слюнной железы с интракраниальным распространением / О. Н. Гайкова, А. Ю. Улитин, Д. А. Гуляев и соавт. // Нейрохирургия. — 2001. — № 3. — С.23-27.
- Гуляев, Д. А. Современные методы нейро визуализации в диагностике менингиом ЗЧЯ / А. Ю. Улитин, Л. Н. Маслова, Д. А. Гуляев // Докл. 8 Всерос. съезда рентгенол. и радиол. — Челябинск, 2001. — С. 228.
- Гуляев, Д. А. Идентификация и мониторинг двигательных черепных нервов в ходе удаления базальных внемозговых опухолей / Г. С. Тиглиев, П. Г. Гоман, Д. А. Гуляев // Конференция нейрохирургов Укр. — Украина, 2002. — С. 82-83.
- Гуляев, Д. А. Объём резекции основания черепа при трансбазальном доступе с учетом данных хирургической анатомии передней черепной ямки / А. В. Щербинин, Д. А. Гуляев // Материалы III съезда нейрохир. Рос. — СПб., 2002. — С. 179.
- Гуляев, Д. А. Передняя петрозэктомия в хирургии петрокливальных менингиом / А. В. Щербинин, Д. А. Гуляев // Актуальные вопросы неврологии и нейрохирургии: Сб. науч. тр. — Ростов-н/Д., 2002. — С. 129—130.
- Гуляев, Д. А. Поражение мозжечка при опухолях задней черепной ямки / Д. А. Гуляев, А. Ю. Улитин // Материалы III съезда нейрохир. Рос. — СПб., 2002. — С. 126.
- Гуляев, Д. А. Продолженный рост и рецидивы менингиом головного мозга / М. М. Тастанбеков, Г. С. Тиглиев, Д. А. Гуляев и соавт. // Материалы III съезда нейрохир. Рос. — СПб., 2002. — С. 157.
- Гуляев, Д. А. Тактика хирургического лечения множественных интракраниальных менингиом / Л. Н. Маслова, А. Ю. Улитин, Д. А. Гуляев и соавт. // Материалы III съезда нейрохир. Рос. — СПб., 2002. — С. 91.
- Гуляев, Д. А. Хирургия менингиом вершины пирамиды височной кости / Г. С. Тиглиев, Л. Н. Маслова, Д. А. Гуляев и соавт. // Материалы III съезда нейрохир. Рос. — СПб., 2002. — С. 92.
- Гуляев, Д. А. Способ идентификации лицевого нерва при удалении больших и гигантских внемозговых опухолей мостомозжечкового угла / Г. С. Тиглиев, П. Г. Гоман, Д. А. Гуляев и соавт.; опубл. 20.10.2003; Бюл. Изобретение. Полезные модели № 29. — С.17.
- Гуляев, Д. А. Топографоанатомическое обоснование передней петрозэктомии в зависимости от строения черепа / А. В. Щербинин, Д. А. Гуляев // Укр. нейрохир. журн. — 2003. — № 3. — С. 91.
- Гуляев, Д. А. Блок-резекция пирамиды височной кости при лечении злокачественных опухолей основания черепа / В. Е. Олюшин, А. Н. Кондратьев, Д. А. Гуляев и соавт. // Материалы Дальневост. конф. нейрохир. и неврол. — Хабаровск, 2004. — С. 58.
- Гуляев, Д. А. Краниофациальные блок-резекции в лечении злокачественных опухолей основания черепа / В. Е. Олюшин, А. Н. Кондратьев, Д. А. Гуляев и соавт. // Материалы 1-й науч.-практ. конф. нейрохир. и неврол. Сев.-Зап. Рос. — Калининград, 2005 — С. 249.
- Гуляев, Д. А. Анатомическое обоснование экстрадуральных трансбазальных доступов к клиновидной пазухе и скату / А. В. Щербинин, Д. А. Гуляев // Поленовские чтения: Материалы науч. — практ. конф.- СПб., 2005. — С. 89.
- Гуляев, Д. А. Базальные субтенториальные менингиомы: клиника, диагностика, лечение: Пособие для врач. / В. Е. Олюшин, Л. Н. Маслова, Д. А. Гуляев. — СПб., 2005. — 65 с.
- Гуляев, Д. А. Менингиомы задней черепной ямки: доступы, тактика, техника операций / А. В. Щербинин, Д. А. Гуляев // Поленовские чтения: Материалы науч. — практ. конф.- СПб., 2005. — С. 94. (Авторский вклад 80 %)
- Гуляев, Д. А Способ доступа к внемозговым опухолям сфенопетрокливальной лоализации: Метод. реком. / В. Е. Олюшин, В. Ф. Мелькишев, Д. А. Гуляев.- СПб., 2005. −56 с.
- Гуляев, Д. А. Способ доступа к внемозговым опухолям сфенопетрокливальной локализации / В. Е. Олюшин, Р. Н. Люнькова, Д. А. Гуляев; опубл. 20.11.2005; Бюл. Изобретение. Полезные модели № 32. — С.34.
- Гуляев, Д. А. Тактика и техника хирургических вмешательств при менингиомах вершины пирамиды височной кости / В. Е. Олюшин, Л. Н. Маслова, Д. А. Гуляев и соавт.// Поленовские чтения: Материалы науч. — практ. конф.- СПб., 2005. — С. 139.
- Гуляев, Д. А. Трансфациальные доступы в нейрохирургии / С. Я. Чеботарев, Н. В. Калакуцкий, Д. А. Гуляев // Материалы конф. пласт. хир. — СПб., 2005. — С. 212.
- Гуляев, Д. А. Анализ влияния клинически значимых центрогенных реакций на результаты хирургического лечения нейроонкологических больных / Т. Н. Фадеева, И. А. Руслякова, Д. А. Гуляев // Поленовские чтения: Материалы науч.-практ. конф.- СПб., 2006. — С. 258.
- Гуляев, Д. А Вклад акустических стволовых вызванных потенциалов в ранней диагностике критериев клинической значимости в ходе удаления опухолей ЗЧЯ / Т. Н. Фадеева, И. А. Руслякова, Д. А. Гуляев // Поленовские чтения: Материалы науч.-практ. конф.- СПб., 2006. — С. 291. (Авторский вклад 60 %)
- Гуляев, Д. А. Клинические проявления базальных субтенториальных менингиом / Л. Н. Маслова, Д. А. Гуляев // Поленовские чтения: Материалы науч. — практ. конф.- СПб., 2006. — С. 284.
- Гуляев, Д. А. Краниофациальные блок-резекции в лечении злокачественных опухолей основания черепа / В. Е. Олюшин, А. Н. Кондратьев, Д. А. Гуляев и соавт. // Поленовские чтения: Материалы науч. — практ. конф.- СПб., 2006. — С. 249.
- Гуляев, Д. А. Нарушения зрительных функций при патологических процессах в задней черепной ямке / Л. Н. Маслова, И. В. Жинжина, Д. А. Гуляев и соавт. // Поленовские чтения: Материалы юб. Всерос. науч.-практ. конф. — СПб., 2006. — С. 201.
- Гуляев, Д. А. Особенности неврологической симптоматики при рецидивирующих невриномах и менингеомах задней черепной ямки / Г. И. Мойсак, В. Е. Олюшин, Д. А. Гуляев и соавт. // Поленовские чтения: Материалы юб. Всерос. науч.-практ. конф. — СПб., 2006. — С. 206.
- Гуляев, Д. А. Тактика лечения больных с обширными краниофациальными опухолями / В. Е. Олюшин, С. Я. Чеботарев, Д. А. Гуляев и соавт. // Поленовские чтения: Материалы юб. Всерос. науч.-практ. конф. — СПб., 2006. — С. 187.
- Гуляев, Д. А. Транспетрозальные доступы в хирургии базальных субтенториальных опухолей / В. Е. Олюшин, Д. А. Гуляев // Материалы IV съезда нейрохир. Рос. — М., 2006. — С. 204.
- Гуляев, Д. А. Транспетрозальные доступы в хирургии базальных субтенториальных опухолей / В. Е. Олюшин, С. Я. Чеботарев, Д. А. Гуляев // Поленовские чтения: Материалы юб. Всерос. науч.-практ. конф. — СПб., 2006. — С. 213.
- Гуляев, Д. А. Транстенториальный трансмастоидальный доступ в хирургии субтенториальных менингиом с супратенториальным ростом / В. Е. Олюшин, Д. А. Гуляев // Поленовские чтения: Материалы науч. — практ. конф.- СПб., 2006. — С. 250.
- Гуляев, Д. А. Трансфациальные доступы к опухолям ската / С. Я. Чеботарев, Д. А. Гуляев // Вестн. хир. им. И. И. Грекова. — 2006. — Т. 165, № 4. -С. 65-69.
- Гуляев, Д. А. Трансфациальные доступы к опухолям ската / С. Я. Чеботарев, Д. А. Гуляев // Поленовские чтения: Материалы юб. Всерос. науч.-практ. конф. — СПб., 2006. — С. 235.
- Гуляев, Д. А. Трегиминальные невралгии при опухолях боковой цистерны моста / Л. Н. Маслова, Д. А. Гуляев // Поленовские чтения: Материалы науч.-практ. конф.- СПб., 2006. — С. 276.
- Гуляев, Д. А. Хирургическое лечение параганглиом яремного гломуса / В. Е. Олюшин, С. Я. Чеботарев, Д. А. Гуляев // Поленовские чтения: Материалы юб. Всерос. науч.-практ. конф. — СПб., 2006. — С. 214.
- Гуляев, Д. А. Хирургия гигантских опухолей основания черепа / В. Е. Олюшин, С. Я. Чеботарев, Д. А. Гуляев и соавт. // Материалы IV съезда нейрохир. Рос. — М., 2006. — С. 162.
- Гуляев, Д. А. Возможность мультидисциплинарного подхода к хирургическому лечению рецидивного базально-клеточного рака с поражением основания черепа / С. Я. Чеботарев, Н. В. Калакуцкий, Д. А. Гуляев и соавт. // Рос. нейрохир. журн. им. проф. А. Л. Поленова. — 2010 — № 2. — С. 65-70.
- Гуляев, Д. А. Кавернозные мальформации твердой мозговой оболочки / З. Ф. Кузбекова, Д. Е. Мацко, Д. А. Гуляев // Поленовские чтения: Материалы Всерос. науч.-практ. конф. — СПб., 2007. — С. 207.
- Гуляев, Д. А. Опыт применения комплексного электрофизиологического мониторинга в хирургии больших и гигантских неврином VIII нерва / В. Е. Олюшин, Т. Н. Фадеева, Д. А. Гуляев и соавт. // Неврол. вестн. им. В. М. Бехтерева. — 2007. — Т. XXXIX, вып. 2. — С. 136—137.
- Гуляев, Д. А. Оценка влияния различных типов центрогенных реакций на результаты хирургического лечения больных с опухолями задней черепной ямки / Т. Н. Фадеева, В. Е. Олюшин, Д. А. Гуляев и соавт. // Поленовские чтения: Материалы Всерос. науч.-практ. конф. — СПб., 2007. — С. 223.
- Гуляев, Д. А. Результаты применения комплексного электрофизиологического мониторинга в хирургии неврином VIII нерва / Т. Н. Фадеева, В. Е. Олюшин, Д. А. Гуляев и соавт. // Поленовские чтения: Материалы Всерос. науч.-практ. конф. — СПб., 2007. — С. 224.
- Гуляев, Д. А. Случай успешного лечения больной с гормонально-активной параганглиомой / А. Н. Кондратьев, И. А. Савина, Д. А. Гуляев и соавт. // Вестн. интенс. тер. −2007. -№ 3. — С. 59-62. (Авторский вклад 60 %)
- Гуляев, Д. А. Способ пластического закрытия дефектов основания черепа / Д. А. Гуляев; опубл. 27.02.2007; Бюл. Изобретение. Полезные модели № 6. — С.24.
- Гуляев, Д. А. Транспетрозальные доступы в хирургии базальных субтенториальных опухолей / С. Я. Чеботарев, Д. А. Гуляев // Вестн. Рос. воен.-мед. акад. — 2007. — № 1 (17). — С. 54.
- Гуляев, Д. А. Хирургическое лечение распространенных опухолей основания черепа / С. Я. Чеботарев, Н. В. Калакуцкий, Д. А. Гуляев и соавт.// Неврол. вестн. им. В. М. Бехтерева. — 2007. -Т. XXXIX, вып. 2. — С. 133—135.
- Гуляев, Д. А. Хордомы основания черепа / З. Ф. Кузбекова, Д. А. Гуляев // Поленовские чтения: Материалы Всерос. науч.-практ. конф. — СПб., 2007. — С. 207.
- Гуляев, Д. А. Хордомы основания черепа: результаты хирургического лечения / В. Е. Олюшин, З. Ф. Кузбекова Д. А. Гуляев // Неврол. вестн. им. В. М. Бехтерева. — 2007. — Т. XXXIX, вып. 2. — С. 133—135.
- Гуляев, Д. А. Хирургическое лечение рецидивного базально-клеточного рака околоушно-жевательной области с поражением пирамиды височной кости / В. Е. Олюшин, Д. А. Гуляев // Бюл. Сиб. мед. −2008. — № 5. — С. 282—285.
- Гуляев, Д. А. Блок-резекции при злокачественных опухолях пирамиды височной кости / С. Я. Чеботарев, Н. В. Калакуцкий, Д. А. Гуляев и соавт. // Актуальные вопросы неврологии и нейрохирургии: Сб. науч. тр. — Ростов-н/Д., 2008. — С. 86.
- Гуляев, Д. А. Междисциплинарный подход к лечению распространенных опухолей основания черепа / С. Я. Чеботарев, В. Е. Олюшин, Д. А. Гуляев и соавт. // Онкохирургия. — 2008. — № 1. — С. 161.
- Гуляев, Д. А. Хирургическое лечение распространенных опухолей полости носа и околоносовых пазух, поражающих переднюю и среднюю черепные ямки / С. Я. Чеботарев, Д. А. Гуляев // Вестн. хир. им. И. И. Грекова. — 2008. — Т. 167, № 4. — С. 100—104.
- Гуляев, Д. А. Хирургическое лечение хордом ската / С. Я. Чеботарев, З. Ф. Кузбекова, Д. А. Гуляев // Онкохирургия. — 2008. — № 1. — С. 149.
- Гуляев, Д. А. Блок резекция пирамиды височной кости при лечении злокачественных опухолей основания черепа / В. Е. Олюшин, С. Я. Чеботарев, Д. А. Гуляев // Травма и заболевания нервной системы: Докл. межрегион. науч.-практ. конф. Нижегородск. нейрохир. центра. -Кострома, 2009. — С. 67. (
- Гуляев, Д. А. Блок-резекция пирамиды височной кости при лечении злокачественных опухолей основания черепа / С. Я. Чеботарев, В. Е. Олюшин, Д. А. Гуляев и соавт. // Онкохирургия. — 2009. — Т. 1, № 2. — С. 71-73.
- Гуляев, Д. А. Хирургическое лечение опухолей крылонебной и подвисочной ямок / С. Я. Чеботарев, В. Е. Олюшин, Д. А. Гуляев и соавт. // Онкохирургия. — 2009. — Т. 1, № 2. — С. 69 — 71.
- Гуляев, Д. А. Хирургическое лечение опухолей подвисочной и крылонебной ямок / С. Я. Чеботарев, В. Е. Олюшин, Д. А. Гуляев и соавт. // Травма и заболевания нервной системы: Докл. межрегион. науч.-практ. конф. Нижегородск. нейрохир. центра. -Кострома, 2009. — С. 65.
- Гуляев, Д. А. Хирургия опухолей основания задней черепной ямки / С. Я. Чеботарев, Д. А. Гуляев // Материалы V съезда нейрохир. Рос. — Уфа, 2009. — С. 262.
- Гуляев, Д. А. Выбор доступа при хирургическом лечении внеорганных нейрогенных опухолей шеи / А. Ю. Орлов, И. В. Яковенко, Д. А. Гуляев и соавт. // Нейрохир. и невр. дет. возраста. −2010. -№ 3-4. — С. 106—111.
- Гуляев, Д. А. Современные представления о хирургическом лечении ангиофибром основания черепа 4 типа по Фишу / Н. Н. Науменко, В. А. Верезгов, Д. А. Гуляев и соавт. // Рос. оториноларингол. — 2010. — № 1 (44). — С. 90.
- Гуляев, Д. А. Способ блок-резекции пирамиды височной кости / С. Я. Чеботарев, В. Е. Олюшин, Д. А. Гуляев; опубл. 27.01.2010; Бюл. Изобретение. Полезные модели № 3. — С.15. (Авторский вклад 80 %)
- Гуляев, Д. А. Оперативные доступы к структурам черепа и головного мозга (вариант классификации) / Е. Н. Кондаков, Д. В. Свистов, Д. А. Гуляев и соавт. // Рос. нейрохир. журн. им. проф. А. Л. Поленова. — 2011. — Т. III, № 1. — С. 25-30.
- Гуляев, Д. А. Способ доступа при операциях по поводу опухолей полости носа и центральной части основания черепа / С. Я. Чеботарев, В. Е. Олюшин, Д. А. Гуляев; опубл. 10.01.2011; Бюл. Изобретение. Полезные модели № 1. — С.43.
- Гуляев, Д. А. Хирургическое лечение параганглиом пирамиды височной кости / С. Я. Чеботарев, И. В. Яковенко, Д. А. Гуляев // Креатив. хир. и онкол. — 2011. — № 2. — С. 48-53.
- Gulyaev, D. Bilding of spacious defects of middle and lateral facial regions after surgical treatment of extensive tumors / S. Chebotarev, N. Kalakutsky, D. Gulyaev et al. // 9 European federation societies microsurgery Turku, 2008. — Р. 7.
- Gulyaev, D. Surgery of juvenile skull base angiofibromas of Fish Grade IV / N. Naumenko, S. Chebotarev, D. Gulyaev et al. // Second Japanese-Russian Neurosurgical Symposium. — Fujikyu Highland Resort Hotel and Spa, 2010. — Р. 14.
- Gulyaev, D. Surgery of tumors of pterygopalatine fossa and infratemporal fossa / S. Chebotarev, V. Olyushin, D. Gulyaev et al. // Second Japanese-Russian Neurosurgical Symposium. — Fujikyu Highland Resort Hotel and Spa, 2010. — Р. 21.